# Potoci (Czarnogóra)
Potoci (cyr. Потоци) – wieś w Czarnogórze, w gminie Pljevlja. W 2011 roku liczyła 89 mieszkańców.